# Karl Haist
Karl Haist (1938) es un deportista alemán que compitió en vela en la clase Soling. Ganó dos medallas en el Campeonato Europeo de Soling, bronce en 2003 y plata en 2012.

## Palmarés internacional
| Campeonato Europeo | Campeonato Europeo | Campeonato Europeo | Campeonato Europeo |
| Año                | Lugar              | Medalla            | Clase              |
| ------------------ | ------------------ | ------------------ | ------------------ |
| 2003               | Torbole (Italia)   | Medalla de bronce  | Soling             |
| 2012               | Aarhus (Dinamarca) | Medalla de plata   | Soling             |